# 什文托伊河

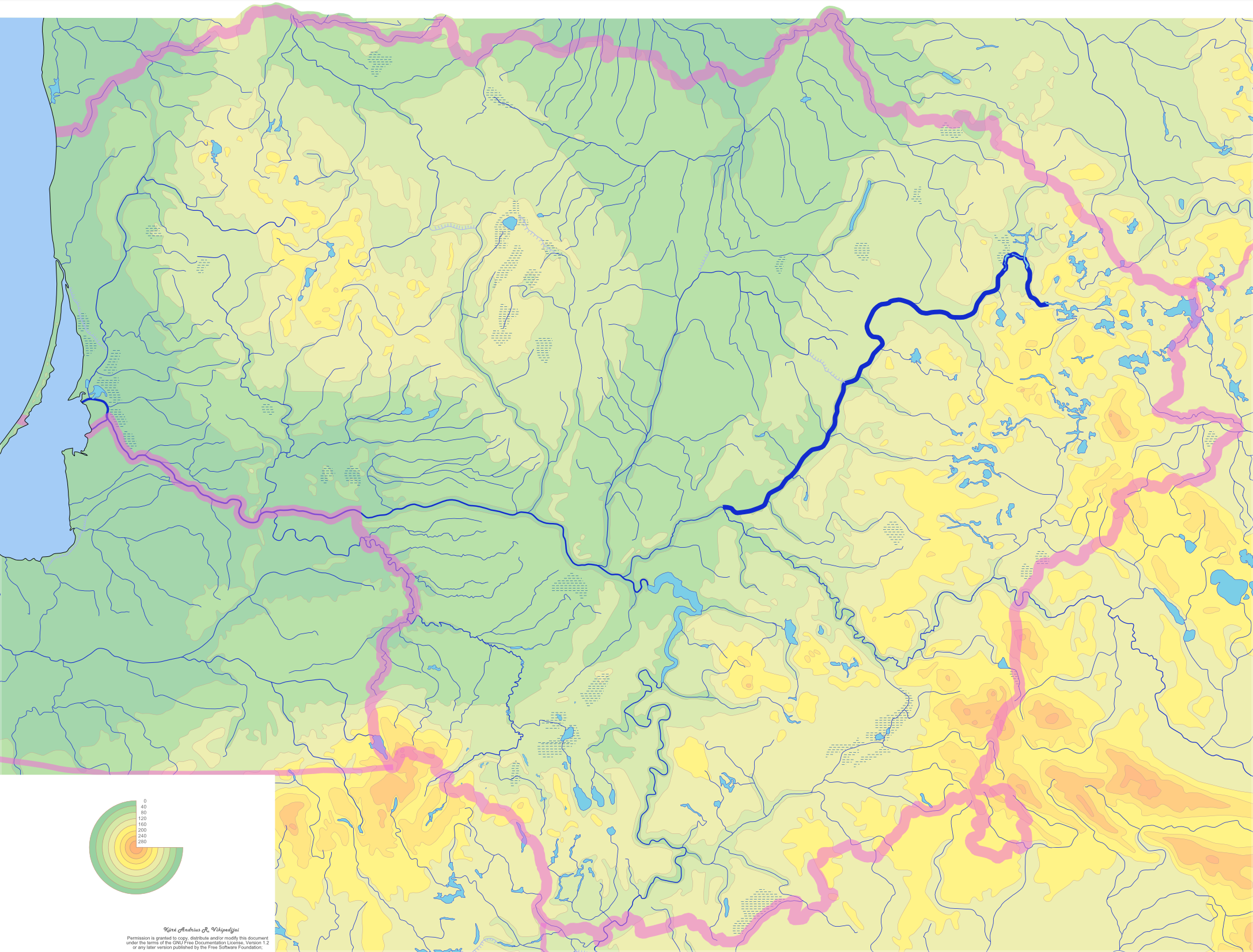

什文托伊河是立陶宛的河流，位於該國東北部，是内里斯河的最大支流，河道全長246公里，是全國最長的河流，流域面積6,889平方公里，是划舟的熱門地點。
55°05′39″N 24°21′05″E / 55.09417°N 24.35139°E